# Колльєр (Канзас)
Колльєр (англ. Collyer) — місто (англ. city) в США, в окрузі Трего штату Канзас. Населення — 97 осіб (2020).

## Географія
Колльєр розташований за координатами 39°2′14″ пн. ш. 100°7′7″ зх. д. / 39.03722° пн. ш. 100.11861° зх. д. (39.037244, -100.118498).  За даними Бюро перепису населення США в 2010 році місто мало площу 0,65 км², уся площа — суходіл.

## Демографія
Згідно з переписом 2010 року, у місті мешкало 109 осіб у 49 домогосподарствах у складі 34 родин. Густота населення становила 168 осіб/км².  Було 77 помешкань (119/км²).
Расовий склад населення:
| - 100,0 % — білих |

До двох чи більше рас належало 0,0 %. Частка іспаномовних становила 0,9 % від усіх жителів.
За віковим діапазоном населення розподілялося таким чином: 12,8 % — особи молодші 18 років, 65,2 % — особи у віці 18—64 років, 22,0 % — особи у віці 65 років та старші. Медіана віку мешканця становила 47,8 року. На 100 осіб жіночої статі у місті припадало 113,7 чоловіків;  на 100 жінок у віці від 18 років та старших — 143,6 чоловіків також старших 18 років.
За межею бідності перебувало 4,9 % осіб, у тому числі 0,0 % дітей у віці до 18 років та 0,0 % осіб у віці 65 років та старших.
Цивільне працевлаштоване населення становило 33 особи. Основні галузі зайнятості: освіта, охорона здоров'я та соціальна допомога — 33,3 %, сільське господарство, лісництво, риболовля — 18,2 %, виробництво — 12,1 %, роздрібна торгівля — 9,1 %.